# 青葉丘南
青葉丘南（あおばおかみなみ）は、大阪府吹田市にある地名である。丁番を持たない単独町名である。

## 概要
青葉丘南は吹田市内の東側に位置し、同市内では北で青葉丘北、南で新芦屋下などと接している。東は同じ大阪府茨木市宇野辺と接する他、西では茨木市の飛び地である小坪井と接している。

## 世帯数と人口
2020年（令和2年）3月31日現在（吹田市発表）の世帯数と人口は以下の通りである。
| 町丁     | 世帯数  | 人口    |
| -------- | ------- | ------- |
| 青葉丘南 | 963世帯 | 2,393人 |

### 人口の変遷
国勢調査による人口の推移。
| 1995年（平成7年）  | 1,661人 | [ 5 ] |  |
| 2000年（平成12年） | 1,754人 | [ 6 ] |  |
| 2005年（平成17年） | 1,781人 | [ 7 ] |  |
| 2010年（平成22年） | 1,655人 | [ 8 ] |  |
| 2015年（平成27年） | 2,099人 | [ 9 ] |  |

### 世帯数の変遷
国勢調査による世帯数の推移。
| 1995年（平成7年）  | 606世帯 | [ 5 ] |  |
| 2000年（平成12年） | 637世帯 | [ 6 ] |  |
| 2005年（平成17年） | 698世帯 | [ 7 ] |  |
| 2010年（平成22年） | 679世帯 | [ 8 ] |  |
| 2015年（平成27年） | 861世帯 | [ 9 ] |  |

## 学区
市立小・中学校に通う場合、学区は以下の通りとなる（2020年5月時点）。
| 番・番地等 | 小学校               | 中学校               |
| ---------- | -------------------- | -------------------- |
| 全域       | 吹田市立東山田小学校 | 吹田市立千里丘中学校 |

## 事業所
2016年（平成28年）現在の経済センサス調査による事業所数と従業員数は以下の通りである。
| 町丁     | 事業所数 | 従業員数 |
| -------- | -------- | -------- |
| 青葉丘南 | 42事業所 | 589人    |

## 周辺の交通
- 鉄道
  - 青葉丘南内に鉄道路線は通過していないが、最寄り駅としては大阪高速鉄道大阪モノレール線宇野辺駅（所在地は茨木市宇野辺）が近い。また東海道本線（JR西日本）が青葉丘南の東側（茨木市宇野辺）近くを通っているが、同線の駅（千里丘駅や茨木駅）はそれぞれ離れている（下記の路線バスでそれぞれの駅まで移動することになる）。
- 路線バス
  - 大阪モノレールの宇野辺駅やJR千里丘駅、JR茨木駅などの目的地へ結ぶ吹田市コミュニティバスであるすいすいバスや阪急バス茨木営業所の57系統などのバスが青葉丘南内から利用できる。
- 道路
  - 青葉丘南内に国道や大阪府道は通過していない。近辺を通る道路としては、大阪府道2号大阪中央環状線（青葉丘北）や大阪府道14号大阪高槻京都線（茨木市宇野辺）、また吹田ジャンクション（青葉丘北）で合流する名神高速道路や近畿自動車道、中国自動車道がそれぞれ近くを通っている。

## 周辺の施設
- 大阪府立吹田東高等学校
- 吹田市立千里丘中学校
- 吹田市立東山田小学校
- パナソニックリゾート大阪
- ホームセンターコーナン吹田インター青葉丘店

## その他

### 日本郵便
- 郵便番号 : 565-0802[3]（集配局：吹田千里郵便局[12]）。